# インゲボー・ア・ダンマーク (1878-1958)
インゲボー・ア・ダンマーク（デンマーク語: Ingeborg af Danmark, 1878年8月2日 - 1958年3月11日）は、デンマーク王フレゼリク8世とその妃でスウェーデン王カール15世の娘であるロヴィーサの次女で、スウェーデン王子・ヴェステルイェートランド公カールと結婚した。
全名はインゲボー・シャロデ・カロリーネ・フレゼリッケ・ルイーセ（Ingeborg Charlotte Caroline Frederikke Louise）。スウェーデン語名はインゲボリ・アヴ・ダンマルク（Ingeborg av Danmark）。

## 生涯

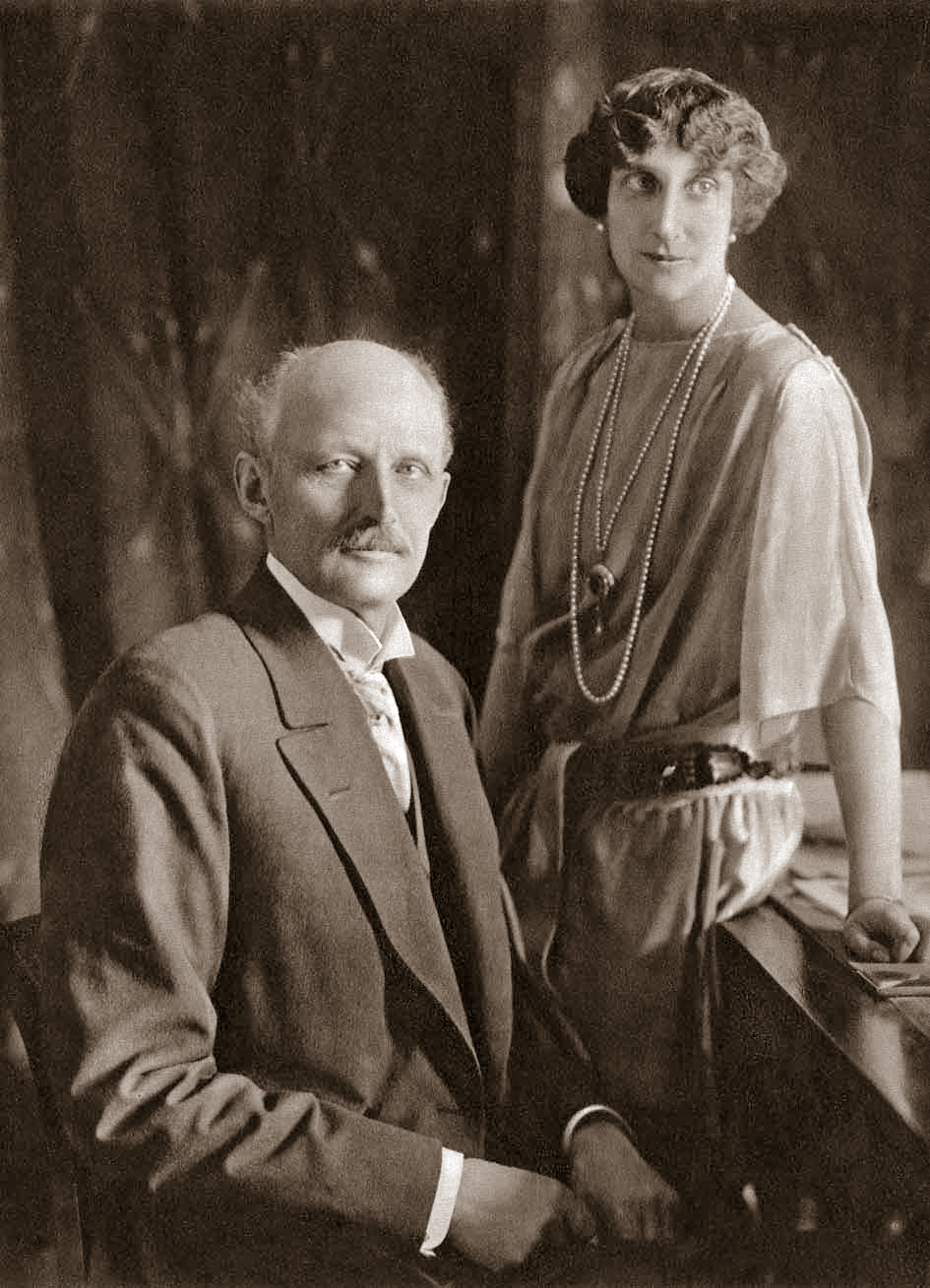
インゲボーと夫のカール、1920年代

インゲボーは1897年8月27日にコペンハーゲンにおいて、ヴェステルイェートランド公カールと結婚した。インゲボーの母親がカールの従姉であり、親戚関係だったが、この結婚は親同士の取り決めたもので、当人たちに面識は全くなかった。インゲボーは国民に人気の高いカール15世王の孫娘だったため、スウェーデン人たちから歓迎された。1897年から1907年まで、姑の王妃ソフィアが公の場にめったに姿を現さず、義姉の王太子妃ヴィクトリアは国外に滞在し続けたため、代わりにインゲボーがスウェーデン宮廷のファーストレディ役を務めた。インゲボーはスポーツ好きで、アイススケートや自動車運転を好んだ。
インゲボーと夫のカール王子は幸福な家庭生活を築き、子供たちを質素に育てて家事を学ばせた。彼女は親しみやすい人柄で、夫の軍人仲間のみならず国民の間で非常に人気が高かった。
1905年、ノルウェー人たちがスウェーデン＝ノルウェー連合国家を解消して独立を宣言した時、ノルウェー独立政府がカールとインゲボーをノルウェー王夫妻として迎えたいと主張した。これが実現しなかったとき、夫妻は安堵したという。代わりにインゲボーの次兄カール王子がホーコン7世としてノルウェー王に即位したが、のちに次女マッタがホーコン7世の子オーラヴ5世に嫁ぎ、ハーラル5世をもうけた。
1922年、夫妻が投資していた銀行が倒産して経済的に困窮した時、インゲボーは家計をうまくやりくりして危機を乗り越えた。
インゲボーは3人の君主、ノルウェー王ハーラル5世、ベルギー王ボードゥアン1世とその弟アルベール2世の祖母である。またルクセンブルク大公妃ジョゼフィーヌ・シャルロットも孫で、その息子で大公アンリも、インゲボーの曾孫に当たる。

## 子女
- マルガレータ（1899年 - 1977年） - デンマーク王子アクセルと結婚
- マッタ（1901年 - 1953年） - ノルウェー王オーラヴ5世と結婚
- アストリッド（1905年 - 1935年） - ベルギー王レオポルド3世と結婚
- カール（1911年 - 2003年） - エステルイェートランド公、のちベルナドッテ公

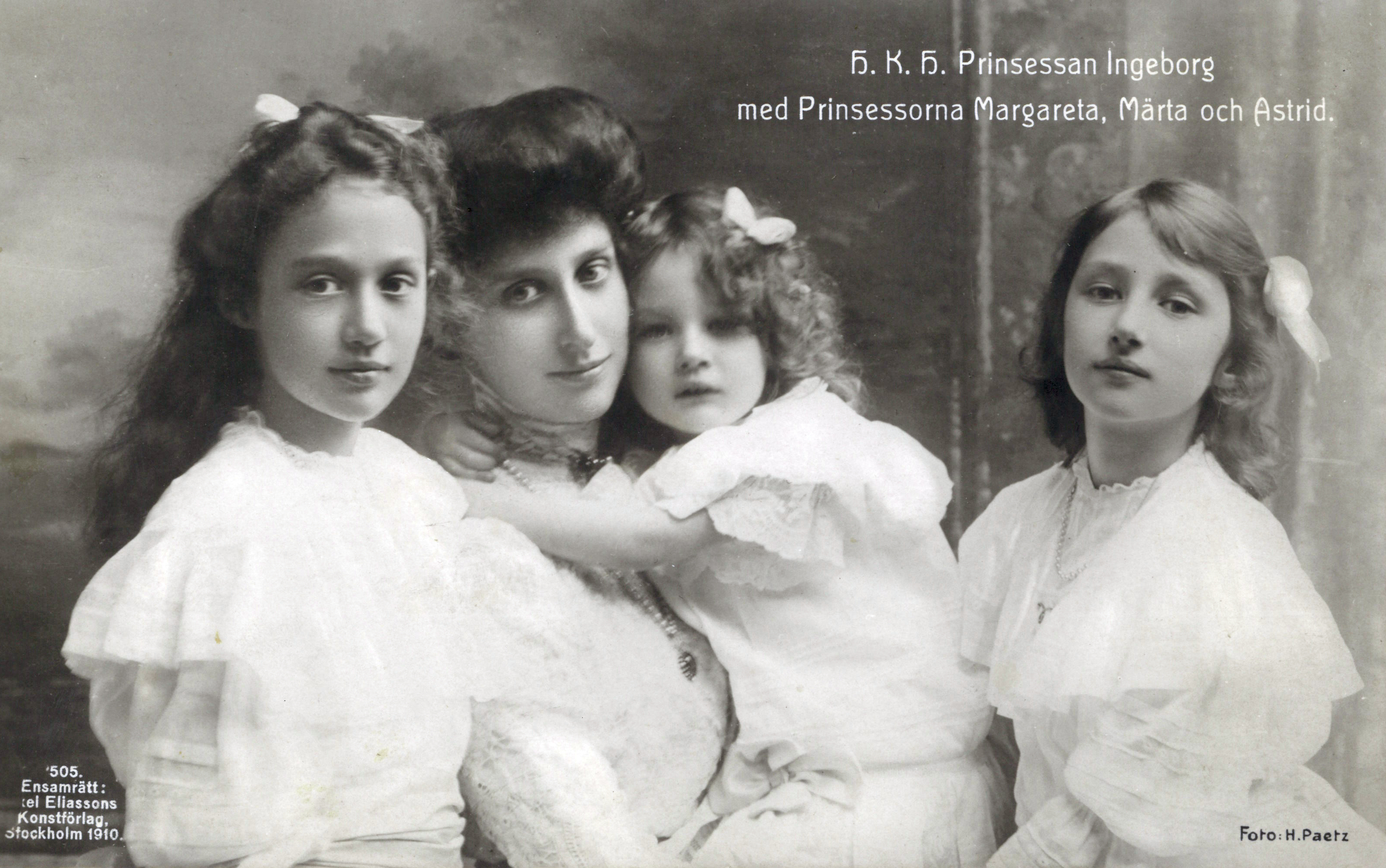
インゲボーとマルガレータ、マッタ、アストリッドの姉妹（1910年）